# Donald Gibson
Donald Gibson (11 ottobre 1908 – 22 dicembre 1991) è stato un architetto britannico, fu il primo architetto e progettista della città di Coventry, dal 1938 al 1954; famoso per la riqualificazione del dopoguerra del centro di Coventry dopo il suo Blitz.

## Biografia

### Istruzione
Gibson ha studiato alla Manchester Grammar School prima di frequentare la Manchester School of Architecture. Trascorse il suo quarto anno ad Harvard, formandosi a Boston, negli Stati Uniti, prima di tornare nel Regno Unito per qualificarsi nel 1932.

### Riqualificazione di Coventry
All'età di 29 anni, Gibson fu nominato primo architetto e pianificatore della città di Coventry.
Per la riprogettazione del centro di Coventry prima del Blitz nel 1940-1941; Gibson elaborò il piano iniziale per ricostruire la parte della città all'inizio del 1940, al fine di risolvere i problemi di sovraffollamento e congestione del centro storico medievale. Fu, tuttavia, l'ampio danno in tempo di guerra che permise di trasformare il piano Gibson in realtà.
Il piano Gibson prevedeva un ripensamento del centro città, introducendo quello che allora era un nuovo concetto di pianificazione urbana, con la premessa principale di una separazione tra traffico automobilistico e pedoni. Tale distretto commerciale privo di traffico è stato il primo in Europa ed è stato visto come un "design veramente pioneristico" ai suoi tempi. Inoltre, Gibson era responsabile del primo parcheggio sul tetto e dello sviluppo di un teatro civico (il Teatro di Belgrado) e del mercato circolare.
Il piano Gibson prevedeva un'ampia consultazione con la popolazione locale, con le "proposte e suggerimenti per la ricostruzione e la pianificazione fisica della città di Coventry" esposte in un libro intitolato The Future Coventry, pubblicato dalla Corporation of Coventry. Fu anche supportato dal Governo, dove l'allora Ministro dei Lavori, Lord Reith commentò, "Coventry sarebbe un caso di prova, non per me e la mia autorità, ma per il Governo e per l'Inghilterra".
Gibson è stato sostituito da Arthur Ling, che era City Architect dal 1955 al 1964.
La riqualificazione della città fu descritta in un'edizione speciale della rivista Architectural Design pubblicato nel dicembre 1958.

### Carriera successiva
Gibson lasciò Coventry nel 1955 e divenne architetto della contea nel Nottinghamshire. Successivamente divenne cavaliere e architetto senior del governo, responsabile per l'innalzamento degli standard architettonici.
Fu professore esterno di architettura all'Università di Leeds dal 1966 al 1968 e presidente del Royal Institute of British Architects nel 1964–65.